# Lawrence Osborne
Lawrence Osborne (ur. w 1958) – brytyjski pisarz, dziennikarz i podróżnik mieszkający obecnie w Bangkoku. 
Studiował języki nowożytne w Fitzwilliam College na Uniwersytecie Cambridge oraz na Uniwersytecie Harvarda. Po studiach prowadził podróżniczy tryb życia – mieszkał m.in. we Francji, Włoszech, w Stanach Zjednoczonych, Meksyku i Turcji.
W Paryżu napisał swoją pierwszą powieść Ania Malina, wydaną w 1986 roku, a następnie dziennik z podróży pod tytułem Paris dreambook. Jako dziennikarz pisał do czasopism „Newsweek”, „The New York Times”, „Playboy”, „Harper’s”, „The New Yorker”, „The Wall Street Journal”, „Forbes”.
Osborne publikował opowiadania m.in. w magazynach „Tin House” czy „Fiction”. Za artykuł Drinking in Islamabad, wydrukowany w „Playboyu”, otrzymał w 2011 roku Nagrodę Lowella Thomasa w kategorii reportażu podróżniczego. Jego opowiadanie Volcano, opublikowane w „Tin House” w 2011 roku, zostało wybrane do antologii The Best American Short Stories 2012, w tej edycji redagowanej przez Toma Perrottę.
Jego powieść Przebaczenie znalazła się na listach najlepszych książek 2012 roku według m.in. czasopism „The Guardian”, „The Economist” i „Library Journal”. Natomiast The wet and the dry wyróżniono na liście najlepszych książek 2013 roku przez „The New York Times”.

## Publikacje
- 1986: Ania Malina
- 1990: Paris dreambook. An unconventional guide to the splendor and squalor of the city
- 1990: The angelic game
- 1993: Poisoned embrace. A brief history of sexual pessimism
- 2002: American normal. The hidden world of Asperger syndrome
- 2004: The accidental connoisseur. An irreverent journey through the wine world
- 2005: Corks and screws. An irreverent journey to the world's most famous vineyards in the world
- 2006: The naked tourist. In search of adventure and beauty in the age of the airport mall
- 2008: Shangri-la
- 2009: Bangkok days
- 2012: The forgiven (wydanie polskie: Przebaczenie, tłum. Anna Gralak, Znak Literanova, 2015)
- 2013: The wet and the dry. A drinker’s journey
- 2014: The ballad of a small player (wydanie polskie: Ballada o drobnym karciarzu, tłum. Anna Gralak, Znak Literanova, 2016)
- 2015: Hunters in the dark